# Volksbank Vechta
Die Volksbank Vechta eG mit Sitz in Vechta ist eine privatwirtschaftliche, selbständige Genossenschaftsbank. 

## Geschichte

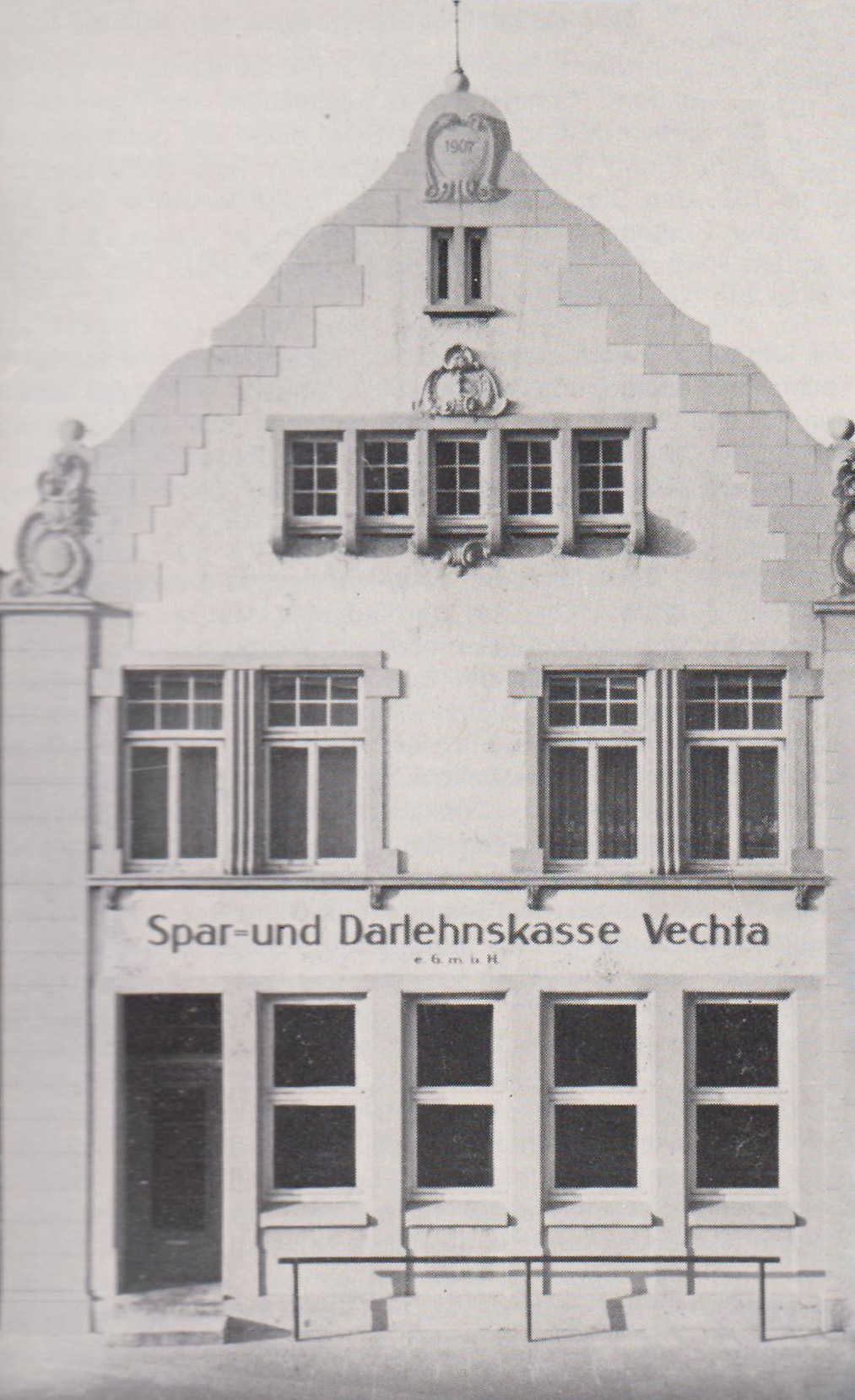
Das Bankgebäude der Spar- und Darlehenskasse Vechta 1932 in der Großen Straße

Am 25. Februar 1894 unterzeichneten 59 Männer aus Vechta und Umgebung die Gründungsurkunde des Vechtaer Spar- und Darlehenskassenvereins e.G.m.u.H., dessen erster Vorstandsvorsitzender (1894–98) der Kaufmann Max Middendorf war.
1905 betrug die Bilanzsumme erstmals über eine Million Mark. Die Spar- und Darlehenskasse Langförden, welche die zweite Keimzelle für die spätere Volksbank Vechta eG war, wurde 1907 gegründet. Als 1923 die Inflation Vechta erreichte, sorgte diese für eine Bilanzsumme von 20.306.942.003.646.980,00 Mark. Das erste Geschäftsgebäude erwarb die Spar- und Darlehenskasse Vechta 1932 in der Großen Straße. 1953 zählte die Spadaka Vechta neun Mitarbeiter.
Im Vechtaer Stadtteil Oythe eröffnete 1967 die erste Filiale der Bank. Ein Jahr später folgte eine Niederlassung in der Münsterstraße. Zu diesem Zeitpunkt zählte die Volksbank 982 Mitglieder und wies eine Bilanzsumme von 14 Millionen DM auf.
Im Jahr 1974 fusionierte die Spadaka Vechta mit der Spadaka Langförden. Gemeinsam firmierten die beiden Partner als Volksbank Vechta-Langförden eG. Von der Großen Straße zog die Hauptstelle 1981 an ihren heutigen Standort in der Falkenrotter Straße.
5260 Mitglieder, 18.705 Kunden und 37.718 Konten waren im Jahre 1990 Höchstmarke in der Geschichte der Volksbank Vechta-Langförden eG. Im 100-jährigen Jubiläumsjahr fusionierte dann die Spar- und Darlehenskasse Hausstette mit der Volksbank Vechta-Langförden eG. 1995 wurde ein Kooperationsvertrag mit der Volksbank Lutten eG geschlossen.
Im Januar 2000 fusionierte die Volksbank Goldenstedt eG mit der am gleichen Tag umbenannten Volksbank Vechta-Langförden eG, die von dort an den Namen Volksbank Vechta eG trug. Im Mai desselben Jahres fusionierte man mit der Volksbank Lutten eG.
Im Mai 2002 wurde die drei Jahre entkernte und sanierte Hauptstelle in ihrer heutigen Form fertiggestellt. Anfang des Jahres 2003 kam es zur Fusion mit der Volksbank Twistringen aus dem Kreis Diepholz. Zu dieser gehörten ebenso die Filialen in Drentwede, Heiligenloh und Schmalförden. Im Jahr 2022 fusionierte die Volksbank Bakum mit der Volksbank Vechta.

## Geschäftsgebiet
Das Geschäftsgebiet erstreckt sich über zwölf Standorte um und in Vechta im Westen Niedersachsens. 40 km Luftlinie trennen die beiden am weitesten voneinander entfernten Standorte der Volksbank Vechta eG: Lüsche (SB-Standort) bildet die westliche, Schmalförden (SB-Standort) die östliche Grenze. Weitere Standorte im Filialnetz sind Goldenstedt, Bakum, Heiligenloh, Langförden, Lutten, Twistringen und, neben der Hauptstelle, zwei weitere Filialen im Vechtaer Stadtteil Oythe und in der Münsterstraße.

## Ausbildung
Die Volksbank Vechta eG bietet fünf verschiedene Wege für die Ausbildung an. Zum einen die IHK-Ausbildung zur Bankkauffrau bzw. zum Bankkaufmann (m/w/d), die IHK-Ausbildung zur Immobilienkauffrau bzw. zum Immobilienkaufmann (m/w/d), IHK-Ausbildung zur Kauffrau bzw. zum Kaufmann für Digitalisierungsmanagement (m/w/d) sowie die IHK-Ausbildung zur Kauffrau bzw. zum Kaufmann im E-Commerce (m/w/d), zum anderen besteht die Möglichkeit eines Dualen Studiums (m/w/d) in Zusammenarbeit mit der Berufsakademie Rastede/Hannover. Das Studium endet mit dem Bachelor of Arts in Banking and Finance.

## Soziales Engagement
Die Volksbank Vechta eG engagiert sich in ihrem Geschäftsgebiet. Im Jahr 2022 belief sich die Sponsoringsumme auf 148.135 Euro.
Im Rahmen des Projekts VR-GewinnSparen nimmt die Bank Gelder ein, die sie zu wohltätigen Zwecken in der Region verteilt. Für Kinder und Jugendliche bietet die Bank Freizeitveranstaltungen an. Diese erstrecken sich über Besuche von Sportereignissen, Musik- oder Kulturveranstaltungen bis hin zu mehrtägigen Städtereisen.

## Verbundpartner
Zu den Verbundpartnern der Bank zählen:
- die Bausparkasse Schwäbisch Hall,
- die DZ Bank,
- die DZ Privatbank
- die Reisebank
- die Münchener Hypothekenbank,
- die R+V Versicherung,
- die Union Investment,
- die VR Smart Finanz,
- die Teambank